# David Robinson
David Maurice Robinson (Cayo Hueso, Florida, 6 de agosto de 1965) es un exjugador de baloncesto estadounidense que militó durante 14 temporadas en San Antonio Spurs de la NBA. Con sus 2,16 de estatura jugaba en la posición de pívot. 
Debutó en la temporada 1989-90, en la que logró el galardón de Rookie del Año. Con los Spurs consiguió dos anillos de la NBA (1999 y 2003), y además fue nombrado MVP de la temporada en 1995. Además de un excelso anotador, destacó como un gran defensor, muestra de ello fue el galardón de Mejor Defensor que se llevó en 1992.

## Carrera

### Inicios
Durante la infancia de David Robinson, su familia se mudó de ciudad muchas veces debido a que su padre era oficial de la Marina. Una vez que su padre se retiró del servicio activo de la Marina, la familia se asentó en Manassas, Virginia, donde David acudió al Osbourn Park High School pero donde solo jugó durante un año al baloncesto. Tras este paso por el Instituto, se enroló en la Academia Naval de los Estados Unidos, donde se graduó en Matemáticas.
Un dato importante a tener en cuenta en esta época es que Robinson solo medía a esta edad 2,01 metros, rozando el límite de lo permitido por la Marina para enrolarse, establecido en 2,03 metros. A la fecha de jugar su primer partido con el equipo de la Marina ya superaba esa altura con 2,06, y continuó creciendo durante su periplo en la Marina hasta los 2,16 metros.

### Universidad
Durante su época universitaria Robinson jugó con el equipo de la Academia de la Marina en la NCAA, su número fue el 50 al igual que su ídolo Ralph Sampson. En la temporada de 1985 Robinson guio al título al equipo de la Marina, todo un hito ya que llevaban 25 años sin conseguir ganar el torneo de la NCAA. Tras este año aparecía una encrucijada en su carrera, continuar en la Marina implicaba que debería estar 5 años al servicio del Ejército tras su graduación. A pesar de tener ofertas de todas las Universidades del país Robinson decidió continuar en la Marina estos dos años y retrasar su incorporación al baloncesto profesional. Su espectacular juego en sus últimos dos años le llevó a conseguir los mayores galardones para un jugador de la NCAA, incluido en el All-American estos dos últimos años y ganador de los premios Naismith y Wooden, en su último año. Tras su graduación era elegible en el draft de la NBA de 1987. 
En un movimiento arriesgado los Spurs se hacen con sus derechos eligiéndolo con el número 1 de este draft, aun sabiendo que no podría debutar con el equipo de San Antonio hasta dos años más tarde debido a que debía cumplir dos años más de servicio en la Marina. Cuando se preguntó a Bob Bass por este movimiento dijo "hemos esperado 14 años. Podemos esperar un par más". El 6 de noviembre de 1987 firmó un contrato por 26 millones de dólares que le unirían a los Spurs los siguientes 10 años, a pesar de que solo jugaría 8 de ellos. En una actuación ligeramente controvertida, la Marina dispensó del servicio a Robinson 3 de los 5 años habituales en el servicio militar dado que por su altura era imposible asignarlo a distintos cometidos como aviación, cuerpos de submarinistas o distintos tipos de barcos. Robinson continuó sirviendo en la reserva de la Marina y apareció regularmente en temas de reclutamiento. A pesar de su apodo de "Almirante", la graduación real de Robinson cuando terminó el servicio era de Alférez de Navío. Es esta etapa continuó jugando para el equipo de la Marina y lideró al último equipo Olímpico de Estados Unidos conformado por jugadores universitarios. En las Olimpiadas de Seúl '88 Robinson solo pudo conseguir la medalla de bronce, tras este fracaso Estados Unidos decidió comenzar a competir con sus estrellas NBA en los torneos internacionales.
Finalmente, el 19 de mayo de 1989 la Marina le dispensa del servicio activo y pasa a enrolarse en la plantilla de los Spurs para comenzar su carrera como jugador profesional de baloncesto.

### NBA
En la temporada 1989-90 Robinson comenzó por fin su andadura en la NBA. Spurs venían de ser uno de los peores equipos de la liga el año anterior con un récord de 21-61, gracias a la aparición de Robinson ese año alcanzaron los Playoffs con una récord de 56-26. En la primera ronda vencieron con claridad (3-0) a los Nuggets pero no pudieron con los Blazers, a la postre subcampeones ese año, en una ajustada eliminatoria (4-3). En esta temporada sería nombrado mejor novato del año e incluido en el quinteto de novatos.
Los Spurs de Robinson se hizo un clásico de los Playoffs pero no llegaron a conseguir ningún campeonato. En 1992, se le presentaba la oportunidad de resarcirse del doloroso bronce olímpico de Seúl. Estados Unidos se decidió a llevar a sus mejores jugadores para lo cual se hizo el llamado "Dream Team" (Equipo de Ensueño), sin duda el mejor equipo de baloncesto que haya pisado una cancha de baloncesto en toda la historia. Junto a Michael Jordan, Larry Bird, Magic Johnson, Scottie Pippen etc. arrasaron en la competición consiguiendo el oro olímpico en Barcelona '92. Uno de sus momentos estelares fue sin duda el último partido de la fase regular ante Los Angeles Clippers en la temporada 1993-94. Durante todo el año Robinson y Shaquille O'Neal habían mantenido un enconado duelo por conseguir el título de máximo anotador de la competición. Al llegar a este último partido Robinson estaba en desventaja y necesitaba nada más y nada menos que 69 puntos para hacerse con el título. Dando muestras de su enorme clase aquella noche anotó 71 puntos, tope de su carrera, y consiguió el trofeo de máximo anotador con una media de 29,8 puntos por partido.
En el año 1995, consiguió el título de MVP de la liga regular y en 1996 fue nombrado uno de los 50 mejores jugadores de la historia de la NBA. A pesar de estos éxitos personales los Bulls y los Rockets dominaban la liga impidiendo a Robinson alcanzar el ansiado anillo. Las derrotas ante los Rockets eran especialmente dolorosas debido a la rivalidad en la cancha que mantenía con otro de los grandes pívots de la época, Hakeem Olajuwon. Parecía que sus aspiraciones a ganar un título terminaban en 1997 cuando una grave lesión lo mantuvo alejado de las pistas prácticamente todo el año. Los Spurs acusaron gravemente la baja de su estrella y terminaron en año con un lamentable récord de 20-62. Pero, caprichos del destino, esta lesión le ayudaría a la postre a obtener el título. Gracias a la lamentable campaña de los Spurs consiguieron la primera elección del draft de 1997 en la que adquirieron a Tim Duncan, pieza clave en los éxitos de Spurs en los siguientes años
Exceptuando a Carmelo Anthony (Atenas 2004, Pekín 2008, Londres 2012 y Río 2016) es el jugador americano con más presencias en las olimpiadas (1988, 1992 y 1996). En su última participación, en los JJ. OO. de Atlanta, lideró al equipo en puntos por partido, incluidos los 28 que anotó en la final contra Yugoslavia (95-69).

#### Primer título con San Antonio
Antes del inicio de la temporada 1998–1999, los propietarios de los equipos de la NBA y David Stern decidieron bloquear la competición y forzar la negociación de un nuevo Acuerdo de Contrato Colectivo con la Asociación de Jugadores de la NBA. Este bloqueo (a esta temporada se la recuerda como la del "lockout" bloqueo en inglés) duró 202 días hasta que por fin se alcanzó un acuerdo entre ambas partes. La temporada comenzó el 5 de febrero de 1999, haciendo de esta forma la temporada de 1999 literalmente. Tras una temporada de 50 partidos, los Spurs consiguieron un récord de 37-13, el mejor de la NBA dándoles la ventaja de campo a lo largo de todos los Playoffs. En los Playoffs dominaron completamente a sus rivales derrotando sucesivamente a Timberwolves, Lakers y Blazers con un récord en playoff de 11-1. La llegada de Duncan junto al recuperado Robinson hacían de los Spurs un equipo prácticamente imbatible. En la final derrotaron por 4-1 a unos sorprendentes Knicks que llegaban a la final tras haber entrado al Playoff en la última posición del Este. El juego exterior de los Knicks con Latrell Sprewell, Allan Houston y Larry Johnson fue insuficiente ante el poder interior de los Spurs. Aunque el título de MVP de las finales se le concedió a Tim Duncan, todos los especialistas coincidieron en que el papel de liderazgo de Robinson había sido crucial para la consecución del título.

#### Retirada con anillo
Robinson anunció que tras la temporada 2003 se retiraría del baloncesto profesional.
El 15 de junio de 2003 pondría el broche final a una carrera llena de éxitos con la victoria por 88-77 ante Nets para un marcador global de 4-2 en las finales. Robinson, anotó 13 puntos y capturó 17 rebotes en su último partido. Conocidas como las "Torres Gemelas" (aunque originalmente eran la pareja Olajuwon-Sampson), Robinson y el MVP de la liga Tim Duncan compartieron la portada de la revista Sports Illustrated de 2003 con el premio de Deportistas del Año.
Los promedios en su carrera son de 21,1 puntos, 10,7 rebotes, 3,0 tapones y 2,5 asistencias por partido. Es uno de los pocos jugadores en anotar más de 20 000 puntos en la NBA, y uno de los 4 jugadores en lograr un cuádruple doble (34 puntos, 10 rebotes, 10 asistencias y 10 tapones, contra los Pistons, el 17 de febrero de 1994).

## Estadísticas de su carrera en la NBA
|  | Campeón de la NBA |
|  | Líder de la liga  |

### Temporada regular
| Año      | Equipo      | PJ  | PT  | MPP  | %TC  | %3P  | %TL  | RPP  | APP | ROB | TPP | PPP  |
| -------- | ----------- | --- | --- | ---- | ---- | ---- | ---- | ---- | --- | --- | --- | ---- |
| 1989-90  | San Antonio | 82  | 81  | 36.6 | .531 | .000 | .732 | 12.0 | 2.0 | 1.7 | 3.9 | 24.3 |
| 1990-91  | San Antonio | 82  | 81  | 37.7 | .552 | .143 | .762 | 13.0 | 2.5 | 1.5 | 3.9 | 25.6 |
| 1991-92  | San Antonio | 68  | 68  | 37.7 | .551 | .125 | .701 | 12.2 | 2.7 | 2.3 | 4.5 | 23.2 |
| 1992-93  | San Antonio | 82  | 82  | 39.2 | .501 | .176 | .732 | 11.7 | 3.7 | 1.5 | 3.2 | 23.4 |
| 1993-94  | San Antonio | 80  | 80  | 40.5 | .507 | .345 | .749 | 10.7 | 4.8 | 1.7 | 3.3 | 29.8 |
| 1994-95  | San Antonio | 81  | 81  | 38.0 | .530 | .300 | .774 | 10.8 | 2.9 | 1.7 | 3.2 | 27.6 |
| 1995-96  | San Antonio | 82  | 82  | 36.8 | .516 | .333 | .761 | 12.2 | 3.0 | 1.4 | 3.3 | 25.0 |
| 1996-97  | San Antonio | 6   | 6   | 24.5 | .500 | .000 | .654 | 8.5  | 1.3 | 1.0 | 1.0 | 17.7 |
| 1997-98  | San Antonio | 73  | 73  | 33.7 | .511 | .250 | .735 | 10.6 | 2.7 | .9  | 2.6 | 21.6 |
| 1998-99  | San Antonio | 49  | 49  | 31.7 | .509 | .000 | .658 | 10.0 | 2.1 | 1.4 | 2.4 | 15.8 |
| 1999-00  | San Antonio | 80  | 80  | 32.0 | .512 | .000 | .726 | 9.6  | 1.8 | 1.2 | 2.3 | 17.8 |
| 2000-01  | San Antonio | 80  | 80  | 29.6 | .486 | .000 | .747 | 8.6  | 1.5 | 1.0 | 2.5 | 14.4 |
| 2001-02  | San Antonio | 78  | 78  | 29.5 | .507 | .000 | .681 | 8.3  | 1.2 | 1.1 | 1.8 | 12.2 |
| 2002-03  | San Antonio | 64  | 64  | 26.2 | .469 | .000 | .710 | 7.9  | 1.0 | .8  | 1.7 | 8.5  |
| Total    | Total       | 987 | 985 | 34.7 | .518 | .250 | .736 | 10.6 | 2.5 | 1.4 | 3.0 | 21.1 |
| All-Star | All-Star    | 10  | 3   | 18.4 | .588 | .000 | .695 | 6.2  | .8  | 1.3 | 1.3 | 14.1 |

### Playoffs
| Año   | Equipo      | PJ  | PT  | MPP  | %TC  | %3P  | %TL  | RPP  | APP | ROB | TPP | PPP  |
| ----- | ----------- | --- | --- | ---- | ---- | ---- | ---- | ---- | --- | --- | --- | ---- |
| 1990  | San Antonio | 10  | 10  | 37.5 | .533 | .000 | .677 | 12.0 | 2.3 | 1.1 | 4.0 | 24.3 |
| 1991  | San Antonio | 4   | 4   | 41.5 | .686 | .000 | .868 | 13.5 | 2.0 | 1.5 | 3.8 | 25.8 |
| 1993  | San Antonio | 10  | 10  | 42.1 | .465 | .000 | .664 | 12.6 | 4.0 | 1.0 | 3.6 | 23.1 |
| 1994  | San Antonio | 4   | 4   | 36.5 | .411 | .000 | .741 | 10.0 | 3.5 | .8  | 2.5 | 20.0 |
| 1995  | San Antonio | 15  | 15  | 41.5 | .446 | .200 | .812 | 12.1 | 3.1 | 1.5 | 2.6 | 25.3 |
| 1996  | San Antonio | 10  | 10  | 35.3 | .516 | .000 | .667 | 10.1 | 2.4 | 1.5 | 2.5 | 23.6 |
| 1998  | San Antonio | 9   | 9   | 39.2 | .425 | .000 | .635 | 14.1 | 2.6 | 1.2 | 3.3 | 19.4 |
| 1999  | San Antonio | 17  | 17  | 35.3 | .483 | .000 | .722 | 9.9  | 2.5 | 1.6 | 2.4 | 15.6 |
| 2000  | San Antonio | 4   | 4   | 38.8 | .373 | .000 | .762 | 13.8 | 2.5 | 1.8 | 3.0 | 23.5 |
| 2001  | San Antonio | 13  | 13  | 31.5 | .472 | .000 | .695 | 11.8 | 1.7 | 1.3 | 2.4 | 16.6 |
| 2002  | San Antonio | 4   | 4   | 20.3 | .474 | .000 | .000 | 5.8  | 1.3 | .8  | .8  | 4.5  |
| 2003  | San Antonio | 23  | 23  | 23.4 | .542 | .000 | .667 | 6.6  | .9  | .8  | 1.3 | 7.8  |
| Total | Total       | 123 | 123 | 34.3 | .479 | .100 | .708 | 10.6 | 2.3 | 1.2 | 2.5 | 18.1 |

## Logros y reconocimientos
- Campeón de la NBA (1999, 2003)
- MVP de la NBA (1995)

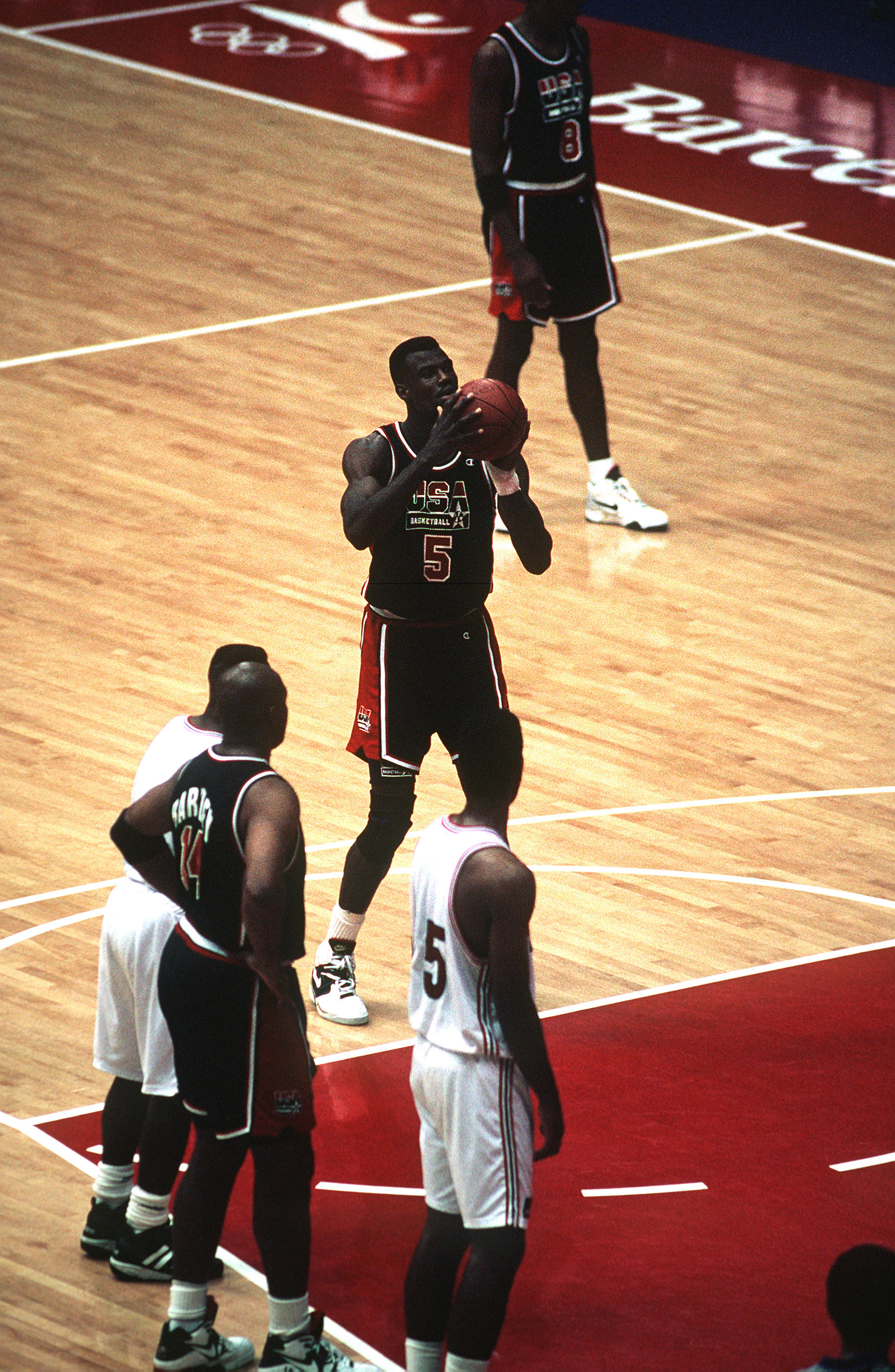
David Robinson, miembro del Dream Team en el encuentro ante Puerto Rico durante los Juegos Olímpicos de Barcelona 1992.

- Jugador Defensivo del Año en la NBA (1992)
- Novato del Año en la NBA (1990)
- Primer Quinteto de la NBA (1991, '92, '95, '96)
- Segundo Quinteto de la NBA (1994, '98)
- Tercer Quinteto de la NBA (1990, '93, 2000, '01)
- Primer Quinteto Defensivo de la NBA (1991, '92, '95, '96)
- Segundo Quinteto Defensivo de la NBA (1990, '93, '94, '98)
- 10 veces All-Star de la NBA
- Único jugador en la historia de la NBA en conseguir los títulos de Máximo Reboteador, Taponador y Anotador, Novato del Año, Jugador Defensivo del año y MVP.
- Uno de los cuatro jugadores en lograr un cuádruple-doble
- Premio a la Deportividad de la NBA (2001)
- Premio Mejor Ciudadano J. Walter Kennedy (2003)
- Tercer jugador en la historia de la NBA en quedar entre los 10 mejores de la liga en cinco categorías (7º en anotación (23,2), 4º en rebotes (12,2), 1º en tapones (4,49), 5º en robos (2,32) y 7º en porcentaje de tiro de campo (.551)) en la temporada 1991-92
- Primer jugador en la historia de la NBA en quedar entre los cinco mejores de la liga en rebotes, tapones y robos en una misma temporada (1991-92)
- Cuarto jugador en anotar más de 70 puntos en un partido de NBA
- Elegido uno de los 50 mejores jugadores de la historia de la NBA en 1996.
- Máximo anotador de la NBA (1993–94) - 29,8
- Máximo reboteador de la NBA (1990–91) - 13.0
- Máximo taponador de la NBA (1991–92) - 4.49
- Tiene en récord de más premios IBM (1990, '91, '94, '95, '96)
- Sus 10 497 rebotes y 2 954 tapones son lo máximo conseguido por un jugador de San Antonio, y sus 20 790 puntos son la segunda marca tras los 23 602 de George Gervin. (Si tenemos en cuenta solo los puntos logrados por Gervin en la NBA, Robinson sería primero; Gervin anotó 4 219 puntos mientras la franquicia jugaba en la ABA.
- Medalla de Oro en el Campeonato Mundial de Baloncesto de 1986 celebrado en España.
- Miembro del Basketball Hall of Fame (2009)[1]
- Elegido en el Equipo del 75 aniversario de la NBA en 2021.